# Заболотье (Барановичский район)
За́болотье (бел. Забалацце) — деревня в Барановичском районе Брестской области Белоруссии. Входит в состав Новомышского сельсовета. Население — 191 человек (2019).

## История
В 1897 году в Новомышской волости Новогрудского уезда Минской губернии. С 1921 года составе межвоенной Польши, в гмине Новая Мышь Барановичского повета Новогрудского воеводства.
С 1939 года в составе БССР. С 15 января 1940 года в Новомышском районе Барановичской, с 8 января 1954 года Брестской областей, с 8 апреля 1957 года в Барановичском районе.
С конца июня 1941 до 8 июля 1944 года была оккупирована немецко-фашистскими захватчиками, убиты 5 человек и разрушено 20 домов. На фронтах войны погибло 38 односельчан. Возле деревни 8 июля 1944 года отметилась группа советских разведчиков, которые захватили шесть миномётов, четыре радиостанции и другую технику, взяли в плен семь немецких солдат и офицеров. За этот подвиг сержанту Сейткасиму Аширову и рядовому Михаилу Ерёмину было присвоено звание Героя Советского Союза.
До 26 июня 2013 года деревня входила в состав Тешевлянского сельсовета.

## Население
| Численность населения (по переписи) | Численность населения (по переписи) | Численность населения (по переписи) | Численность населения (по переписи) | Численность населения (по переписи) | Численность населения (по переписи) | Численность населения (по переписи) | Численность населения (по переписи) |
| 1897                                | 1909                                | 1921                                | 1939                                | 1970                                | 1999                                | 2009                                | 2019                                |
| ----------------------------------- | ----------------------------------- | ----------------------------------- | ----------------------------------- | ----------------------------------- | ----------------------------------- | ----------------------------------- | ----------------------------------- |
| 374                                 | ↗604                                | ↘259                                | ↗521                                | ↗545                                | ↘407                                | ↘338                                | ↘191                                |

## Достопримечательности
- Памятник землякам. В сквере, к западу от деревни. Для увековечения памяти 76 земляков из совхоза «Искра», погибших в борьбе с немецко-фашистскими захватчиками в годы Великой Отечественной войны, в 1972 году установлен обелиск[5].